# سد وادي رحيب
سد وادي رحيب؛ هو أحد السدود الواقعة قرب مدينة تبوك بمنطقة تبوك شمال المملكة العربية السعودية.

## نبذة
يعتبر سد وادي رحيب من السدود الترابية المغلقة بالخرسانة ويبلغ طوله حوالي 225 مترًا وبارتفاع ثمانية أمتار ونصف وسعته تصل إلى 102,263 مترًا مكعًبا.

## أهداف إنشاء السد
تم إنشاء السد بهدف تخفيف حدة الفيضانات و حفظ الأرواح والممتلكات وتخزين المياه لصرفها وفق متطلبات الزراعة والري.

## تكاليف السد الإجمالية
تمت إقامة سد وادي رحيب من ضمن مشروع أعلن عام 2009 م شامل تنفيذ 11 سد وقد كان منها سد وادي رحيب حيث بلغت التكلفة الإجمالية للمشروع حوالي 100 مليون ريال.

## وصلات خارجية
- الموقع الرسمي لوزارة المياه والكهرباء السعودية